# Szlovénia a 2002. évi téli olimpiai játékokon
Szlovénia az egyesült államokbeli Salt Lake Cityben megrendezett 2002. évi téli olimpiai játékok egyik részt vevő nemzete volt. Az országot az olimpián 8 sportágban 40 sportoló képviselte, akik összesen 1 érmet szereztek.

## Érmesek
| Érem  | Versenyző                                             | Sportág | Versenyszám |
| ----- | ----------------------------------------------------- | ------- | ----------- |
| Bronz | Damjan Fras Primož Peterka Robert Kranjec Peter Žonta | Síugrás | Csapat      |

## Alpesisí
Férfi
| Versenyző       | Versenyszám            | 1. futam | 1. futam | 2. futam      | 2. futam      | Összesítés | Összesítés |
| Versenyző       | Versenyszám            | Idő      | Hely.    | Idő           | Hely.         | Idő        | Helyezés   |
| --------------- | ---------------------- | -------- | -------- | ------------- | ------------- | ---------- | ---------- |
| Drago Grubelnik | Műlesiklás             | 50,51    | 11.      | nem ért célba | nem ért célba | kiesett    | kiesett    |
| Andrej Jerman   | Lesiklás               |          |          |               |               | 1:41,85    | 28.        |
| Andrej Jerman   | Szuperóriás-műlesiklás |          |          |               |               | 1:24,35    | 21.        |
| Jernej Koblar   | Lesiklás               |          |          |               |               | 1:42,31    | 33.        |
| Jernej Koblar   | Óriás-műlesiklás       | 1:13,15  | 10.*     | 1:13,21       | 25.           | 2:26,36    | 18.        |
| Jernej Koblar   | Szuperóriás-műlesiklás |          |          |               |               | 1:23,82    | 15.*       |
| Jure Košir      | Műlesiklás             | 49,80    | 6.       | 53,54         | 10.           | 1:43,34    | 8.         |
| Jure Košir      | Óriás-műlesiklás       | 1:14,10  | 23.      | nem ért célba | nem ért célba | kiesett    | kiesett    |
| Mitja Kunc      | Műlesiklás             | 51,08    | 18.      | nem ért célba | nem ért célba | kiesett    | kiesett    |
| Mitja Kunc      | Óriás-műlesiklás       | 1:14,95  | 34.*     | 1:13,22       | 26.*          | 2:28,17    | 28.        |
| Rene Mlekuž     | Műlesiklás             | 50,57    | 13.      | nem ért célba | nem ért célba | kiesett    | kiesett    |
| Uroš Pavlovčič  | Óriás-műlesiklás       | 1:14,01  | 20.      | nem ért célba | nem ért célba | kiesett    | kiesett    |
| Peter Pen       | Lesiklás               |          |          |               |               | 1:41,66    | 23.        |
| Peter Pen       | Szuperóriás-műlesiklás |          |          |               |               | kizárták   | kizárták   |
| Gregor Šparovec | Lesiklás               |          |          |               |               | 1:41,88    | 31.        |
| Gregor Šparovec | Szuperóriás-műlesiklás |          |          |               |               | 1:23,52    | 13.*       |

| Versenyző       | Versenyszám | Lesiklás | Lesiklás | Műlesiklás    | Műlesiklás    | Műlesiklás | Műlesiklás | Műlesiklás | Műlesiklás | Összesítés | Összesítés |
| Versenyző       | Versenyszám | Lesiklás | Lesiklás | 1. futam      | 1. futam      | 2. futam   | 2. futam   | Össz.      | Össz.      | Összesítés | Összesítés |
| Versenyző       | Versenyszám | Idő      | Hely.    | Idő           | Hely.         | Idő        | Hely.      | Idő        | Hely.      | Idő        | Helyezés   |
| --------------- | ----------- | -------- | -------- | ------------- | ------------- | ---------- | ---------- | ---------- | ---------- | ---------- | ---------- |
| Mitja Dragšič   | Összetett   | kizárták | kizárták | kiesett       | kiesett       | kiesett    | kiesett    | kiesett    | kiesett    | kiesett    | kiesett    |
| Andrej Jerman   | Összetett   | 1:42,42  | 25.      | nem ért célba | nem ért célba | kiesett    | kiesett    | kiesett    | kiesett    | kiesett    | kiesett    |
| Jernej Koblar   | Összetett   | 1:41,70  | 19.      | 48,42         | 10.           | 53,35      | 8.         | 1:41,77    | 9.         | 3:23,47    | 9.         |
| Gregor Šparovec | Összetett   | 1:40,42  | 9.       | nem ért célba | nem ért célba | kiesett    | kiesett    | kiesett    | kiesett    | kiesett    | kiesett    |

Női
| Versenyző      | Versenyszám            | 1. futam      | 1. futam      | 2. futam | 2. futam | Összesítés | Összesítés |
| Versenyző      | Versenyszám            | Idő           | Hely.         | Idő      | Hely.    | Idő        | Helyezés   |
| -------------- | ---------------------- | ------------- | ------------- | -------- | -------- | ---------- | ---------- |
| Nataša Bokal   | Műlesiklás             | 55,02         | 14.           | 54,92    | 9.       | 1:49,94    | 9.         |
| Špela Bracun   | Lesiklás               |               |               |          |          | 1:42,48    | 22.        |
| Špela Bracun   | Szuperóriás-műlesiklás |               |               |          |          | 1:16,35    | 24.        |
| Lea Dabič      | Műlesiklás             | nem ért célba | nem ért célba | kiesett  | kiesett  | kiesett    | kiesett    |
| Alenka Dovžan  | Műlesiklás             | 55,73         | 23.           | 56,92    | 17.      | 1:52,65    | 17.        |
| Alenka Dovžan  | Óriás-műlesiklás       | nem ért célba | nem ért célba | kiesett  | kiesett  | kiesett    | kiesett    |
| Tina Maze      | Óriás-műlesiklás       | 1:17,16       | 9.            | 1:16,20  | 17.      | 2:33,36    | 12.        |
| Špela Pretnar  | Műlesiklás             | 55,16         | 16.           | 58,93    | 26.      | 1:54,09    | 20.        |
| Špela Pretnar  | Óriás-műlesiklás       | 1:18,81       | 25.           | 1:16,75  | 19.      | 2:35,56    | 20.        |
| Mojca Suhadolc | Lesiklás               |               |               |          |          | 1:43,10    | 28.        |
| Mojca Suhadolc | Szuperóriás-műlesiklás |               |               |          |          | 1:15,90    | 21.        |

* - egy másik versenyzővel azonos eredményt ért el

## Biatlon
Férfi
| Versenyző                                           | Versenyszám           | Lövőhiba    | Időeredmény | Helyezés |
| --------------------------------------------------- | --------------------- | ----------- | ----------- | -------- |
| Marko Dolenc                                        | 10 km sprint          | 1 (0+1)     | 26:47,0     | 27.      |
| Marko Dolenc                                        | 12,5 km üldözőverseny | 4 (0+0+1+3) | 36:06,1     | 29.      |
| Marko Dolenc                                        | 20 km egyéni          | 2 (0+0+1+1) | 53:45,8     | 13.      |
| Tomaž Globočnik                                     | 10 km sprint          | 1 (0+1)     | 26:40,0     | 23.      |
| Tomaž Globočnik                                     | 12,5 km üldözőverseny | 0 (0+0+0+0) | 34:42,6     | 19.      |
| Tomaž Globočnik                                     | 20 km egyéni          | 1 (0+1+0+0) | 54:40,6     | 18.      |
| Sašo Grajf                                          | 10 km sprint          | 2 (0+2)     | 27:52,6     | 59.      |
| Sašo Grajf                                          | 12,5 km üldözőverseny | 3 (1+0+1+1) | 37:38,9     | 46.      |
| Janez Marič                                         | 10 km sprint          | 2 (0+2)     | 27:28,6     | 44.      |
| Janez Marič                                         | 12,5 km üldözőverseny | 5 (1+1+1+2) | 36:51,4     | 38.      |
| Janez Marič                                         | 20 km egyéni          | 5 (0+3+0+2) | 56:51,9     | 43.      |
| Janez Ožbolt                                        | 20 km egyéni          | 6 (1+2+2+1) | 1:03:16,2   | 82.      |
| Sašo Grajf Tomaž Globočnik Janez Marič Marko Dolenc | 4 × 7,5 km váltó      | 4+14        | 1:28:23,6   | 10.      |

Női
| Versenyző                                                              | Versenyszám         | Lövőhiba    | Időeredmény | Helyezés |
| ---------------------------------------------------------------------- | ------------------- | ----------- | ----------- | -------- |
| Tadeja Brankovič                                                       | 7,5 km sprint       | 5 (4+1)     | 25:14,0     | 63.      |
| Tadeja Brankovič                                                       | 15 km egyéni        | 4 (1+2+0+1) | 53:08,9     | 41.      |
| Andreja Grašič                                                         | 7,5 km sprint       | 1 (1+0)     | 21:55,6     | 10.      |
| Andreja Grašič                                                         | 10 km üldözőverseny | 1 (0+0+0+1) | 32:01,9     | 8.       |
| Andreja Grašič                                                         | 15 km egyéni        | 8 (2+3+2+1) | 55:06,4     | 56.      |
| Dijana Grudiček-Ravnikar                                               | 15 km egyéni        | 7 (0+4+1+2) | 55:50,3     | 57.      |
| Lucija Larisi                                                          | 7,5 km sprint       | 1 (1+0)     | 22:44,7     | 26.      |
| Lucija Larisi                                                          | 10 km üldözőverseny | 4 (1+1+0+2) | 34:40,2     | 29.      |
| Lucija Larisi                                                          | 15 km egyéni        | 2 (0+1+0+1) | 51:12,1     | 25.      |
| Andreja Mali                                                           | 7,5 km sprint       | 1 (0+1)     | 22:45,5     | 27.      |
| Andreja Mali                                                           | 10 km üldözőverseny | 3 (0+0+2+1) | 34:46,3     | 32.      |
| Lucija Larisi Andreja Grašič Dijana Grudiček-Ravnikar Tadeja Brankovič | 4 × 7,5 km váltó    | 0+13        | 1:30:18,0   | 6.       |

## Északi összetett
| Versenyző       | Versenyszám        | Síugrás | Síugrás | Síugrás    | Sífutás | Sífutás | Összesítés | Összesítés |
| Versenyző       | Versenyszám        | Pont    | Hely.   | Időhátrány | Idő     | Hely.   | Idő        | Helyezés   |
| --------------- | ------------------ | ------- | ------- | ---------- | ------- | ------- | ---------- | ---------- |
| Andrej Jezeršek | Normálsánc + 15 km | 223,5   | 19.*    | +3:40      | 38:22,9 | 8.      | 42:02,9    | 13.        |
| Andrej Jezeršek | Nagysánc + 7,5 km  | 100,1   | 27.     | +1:29      | 16:23,8 | 3.      | 17:52,8    | 12.        |

* - egy másik versenyzővel azonos eredményt ért el

## Műkorcsolya
| Versenyző   | Versenyszám | Rövid program     | Rövid program | Rövid program | Kűr               | Kűr   | Kűr         | Összesítés         | Összesítés |
| Versenyző   | Versenyszám | Több. hely. száma | Hely.         | Hely. pont.   | Több. hely. száma | Hely. | Hely. pont. | Helyezési pontszám | Helyezés   |
| ----------- | ----------- | ----------------- | ------------- | ------------- | ----------------- | ----- | ----------- | ------------------ | ---------- |
| Mojca Kopač | Női egyéni  | 6×19+             | 19.           | 9,5           | 8×22+             | 22.   | 22,0        | 31,5               | 22.        |

## Síakrobatika
Ugrás
| Versenyző | Versenyszám | Selejtező | Selejtező | Döntő   | Döntő    |
| Versenyző | Versenyszám | Pont      | Helyezés  | Pont    | Helyezés |
| --------- | ----------- | --------- | --------- | ------- | -------- |
| Miha Gale | Férfi       | 193,20    | 17.       | kiesett | kiesett  |

## Sífutás
Férfi
| Versenyző    | Versenyszám | Selejtező | Selejtező | Negyeddöntő | Negyeddöntő | Elődöntő | Elődöntő | B döntő | B döntő | Döntő   | Döntő    |
| Versenyző    | Versenyszám | Idő       | Hely.     | Idő         | Hely.       | Idő      | Hely.    | Idő     | Hely.   | Idő     | Helyezés |
| ------------ | ----------- | --------- | --------- | ----------- | ----------- | -------- | -------- | ------- | ------- | ------- | -------- |
| Matej Soklič | Sprint      | 2:53,42   | 13.       | 2:57,1      | 3.          | kiesett  | kiesett  | kiesett | kiesett | kiesett | 11.      |

| Versenyző    | Versenyszám              | 10 km klasszikus | 10 km klasszikus | 10 km szabad | 10 km szabad | Helyezés |
| Versenyző    | Versenyszám              | Idő              | Hely.            | Időhátrány   | Idő          | Helyezés |
| ------------ | ------------------------ | ---------------- | ---------------- | ------------ | ------------ | -------- |
| Matej Soklič | 10 + 10 km üldözőverseny | 28:20,7          | 48.              | +2:13        | 28:05,4      | 55.      |

Női
| Versenyző                                            | Versenyszám    | Selejtező | Selejtező | Negyeddöntő | Negyeddöntő | Elődöntő | Elődöntő | B döntő | B döntő | Döntő     | Döntő    |
| Versenyző                                            | Versenyszám    | Idő       | Hely.     | Idő         | Hely.       | Idő      | Hely.    | Idő     | Hely.   | Idő       | Helyezés |
| ---------------------------------------------------- | -------------- | --------- | --------- | ----------- | ----------- | -------- | -------- | ------- | ------- | --------- | -------- |
| Teja Gregorin                                        | Sprint         | 3:25,64   | 34.       | kiesett     | kiesett     | kiesett  | kiesett  | kiesett | kiesett | kiesett   | 34.      |
| Nataša Lačen                                         | Sprint         | 3:24,90   | 32.       | kiesett     | kiesett     | kiesett  | kiesett  | kiesett | kiesett | kiesett   | 32.      |
| Nataša Lačen                                         | 10 km          |           |           |             |             |          |          |         |         | 30:31,3   | 30.      |
| Nataša Lačen                                         | 15 km          |           |           |             |             |          |          |         |         | 43:05,0   | 32.      |
| Petra Majdič                                         | 10 km          |           |           |             |             |          |          |         |         | 29:03,9   | 8.       |
| Petra Majdič                                         | 30 km          |           |           |             |             |          |          |         |         | 1:35:51,8 | 12.      |
| Andreja Mali                                         | Sprint         | 3:15,75   | 7.        | 3:14,8      | 1.          | 3:19,8   | 4.       | 3:25,9  | 3.      |           | 7.       |
| Petra Majdič Teja Gregorin Andreja Mali Nataša Lačen | 4 × 5 km váltó |           |           |             |             |          |          |         |         | 51:19,6   | 9.       |

| Versenyző     | Versenyszám            | 5 km klasszikus | 5 km klasszikus | 5 km szabad | 5 km szabad | Helyezés |
| Versenyző     | Versenyszám            | Idő             | Hely.           | Időhátrány  | Idő         | Helyezés |
| ------------- | ---------------------- | --------------- | --------------- | ----------- | ----------- | -------- |
| Teja Gregorin | 5 + 5 km üldözőverseny | 14:20,7         | 42.             | +1:22       | 14:05,4     | 41.      |
| Nataša Lačen  | 5 + 5 km üldözőverseny | 14:14,7         | 36.             | +1:16       | 13:15,9     | 23.      |
| Petra Majdič  | 5 + 5 km üldözőverseny | 13:06,1         | 1.              | +0:07       | 12:18,3     | 7.       |

## Síugrás
| Versenyző                                             | Versenyszám | Selejtező | Selejtező | 1. ugrás | 1. ugrás | 2. ugrás | 2. ugrás | Összesítés | Összesítés |
| Versenyző                                             | Versenyszám | Pont      | Hely.     | Pont     | Hely.    | Pont     | Hely.    | Pont       | Helyezés   |
| ----------------------------------------------------- | ----------- | --------- | --------- | -------- | -------- | -------- | -------- | ---------- | ---------- |
| Damjan Fras                                           | Normálsánc  | 108,0     | 23.       | 110,5    | 30.*     | 114,5    | 24.*     | 225,0      | 28.        |
| Damjan Fras                                           | Nagysánc    | 100,8     | 15.       | 119,9    | 15.      | 101,3    | 25.      | 221,2      | 22.        |
| Robert Kranjec                                        | Normálsánc  | 122,0     | 2.*       | 117,5    | 14.*     | 118,5    | 14.*     | 236,0      | 15.        |
| Robert Kranjec                                        | Nagysánc    | 119,1     | 1.        | 118,1    | 17.      | 119,5    | 7.       | 237,6      | 11.        |
| Primož Peterka                                        | Normálsánc  | 122,0     | 2.*       | 121,5    | 7.*      | 119,0    | 13.      | 240,5      | 10.        |
| Primož Peterka                                        | Nagysánc    | 105,3     | 9.        | 120,9    | 13.      | 112,1    | 17.      | 233,0      | 15.        |
| Peter Žonta                                           | Normálsánc  |           |           | 114,0    | 24.*     | 125,5    | 8.       | 239,5      | 13.        |
| Peter Žonta                                           | Nagysánc    |           |           | 121,2    | 12.      | 113,0    | 14.      | 234,2      | 13.        |
| Damjan Fras Primož Peterka Robert Kranjec Peter Žonta | Csapat      |           |           | 483,9    | 3.       | 462,4    | 3.       | 946,3      |            |

* - egy másik versenyzővel azonos eredményt ért el

## Snowboard
Parallel giant slalom
| Versenyző     | Versenyszám | Selejtező     | Selejtező     | Nyolcaddöntő               | Negyeddöntő                       | Elődöntő          | Döntő             | Helyezés |
| Versenyző     | Versenyszám | Idő           | Hely.         | Ellenfél Eredmény          | Ellenfél Eredmény                 | Ellenfél Eredmény | Ellenfél Eredmény | Helyezés |
| ------------- | ----------- | ------------- | ------------- | -------------------------- | --------------------------------- | ----------------- | ----------------- | -------- |
| Tomaž Knafelj | Férfi       | nem ért célba | nem ért célba | kiesett                    | kiesett                           | kiesett           | kiesett           | kiesett  |
| Dejan Košir   | Férfi       | 36,71         | 5.            | Stephen Copp (SWE) · -2,12 | Richard Richardsson (SWE) · +2,45 | kiesett           | kiesett           | 5.       |